# أبوسوم زبابي
المتزبزبات أو الأبوسوم الزبابية (بالإنجليزية: Paucituberculata)‏ هي رتبة تضم الستة أنواع المتبقية على قيد الحياة من الأبوسوم الزبابي، تمتازُ هذه الحيوانات بأنَّها صغيرة الحجم وجرابيَّة وزبابيَّة الشكل ولا تعيش إلا في جبال الأنديز بقارَّة أمريكا الجنوبية. يُعتَقد أن هذه المجموعة انفصلت عن باقي الجرابيات منذ زمنٍ طويل جداً، إلى حدِّ أنه منذ 20 مليون سنة من الآن كانت هُنَاك بالفعل سبعة أجناسٍ مختلفة منها تعيش بأمريكا الجنوبية، لكن مُعظمها انقرضت، حيث لم يبقى منها إلا ثلاثةٌ في وقتنا الحاضر. تسكنُ الأبوسومات الزبابيَّة غاباتٍ ومروجاً عشبيَّة وعرة يتعذَّر الوصول إليها في أعالي جبال الأنديز. لكن منذ نحو ثلاثة ملايين عامٍ وقع ما يُعرَف باسم الانتقال الأمريكي العظيم، عندما اتَّصلت قارتا أمريكا الجنوبية والشمالية، فبدأت العديد من الأنواع بالانتقال بينهما، كانت بعضها - مثل الزبابات - منافسات شديدة لهذا الأبوسوم على بيئته الطبيعيَّة لاتباعها نفس نمط الحياة، ممَّا تسبَّب بتناقص أعدادها كثيراً.
الأبوسومات الزبابية كائناتٌ صغيرة تعادل في حجمها الجرذان الصَّغيرة تقريباً، إذ يتراوح طولها من 9 إلى 14 سنتيمتراً، وهي تمتازُ بأطرافٍ نحيلة وأنف مُدبَّب طويل وذيل مُشعَرّ. يتكوَّن غذاؤها بدرجةٍ كبيرةٍ من اللُّحوم، حيث تصطاد الحشرات وديدان الأرض والفقاريات الصَّغيرة. عُيونها صغيرة ممَّا يجعل قدرتها على الرؤية مُتدنيَّة، وهي تصطاد في بداية المساء أو وقت العصر، وتستغلُّ حاسَّة سمعها وشعر وجهها الحسَّاس لمعرفة مواقع طرائدها. وهي تقضي مُعظم حياتها في جحورٍ تحتَ الأرض.

## التصنيف
تضمُّ فصيلة الأبوسومات الزبابيَّة (Caenolestidae) ثلاثة أجناسٍ وستَّة أنواعٍ حيَّة من الحيوانات، هي:
- جنس الأبوسوم الزبابي الشائع (Caenolestes):
  - أبوسوم زبابي رمادي المنقار (Caenolestes caniventer).
  - أبوسوم الأنديز الزبابي (Caenolestes condorensis).
  - أبوسوم زبابي شرقي, Caenolestes convelatus).
  - أبوسوم زبابي قاتم (Caenolestes fuliginosus).
  - أبوسوم زبابي شرقي (Caenolestes sangay).[4]
- جنس الأبوسوم الزبابي إنكاوي (Lestoros):
  - أبوسوم زبابي إنكاوي (Lestoros inca).
- جنس الأبوسوم الزبابي طويل الأنف (Rhyncholestes):
  - أبوسوم زبابي طويل الأنف (Rhyncholestes raphanurus).